# Klasea quinquefolia
Klasea quinquefolia là một loài thực vật có hoa trong họ Cúc. Loài này được (Willd.) Greuter & Wagenitz mô tả khoa học đầu tiên năm 2003.